# NACAC New Life Invitational 2021
Das NACAC New Life Invitational 2021 war eine Leichtathletik-Veranstaltung die am 5. Juni 2021 in Miramar im US-Bundesstaat Florida stattfand. Sie war Teil der World Athletics Continental Tour zählte zu den Silber-Meetings, der zweithöchsten Kategorie dieser Leichtathletik-Serie. Ursprünglich sollte das Meeting auf den Bahamas stattfinde, wurde aber wegen der Corona-Pandemie sowie Sturmschäden in die Vereinigten Staaten verlegt.

## Resultate

### Männer

#### 100 m (Finale 1)
| Platz | Athlet            | Land | Zeit (s) |
| ----- | ----------------- | ---- | -------- |
| 1     | Jason Rogers      | SKN  | 10,10    |
| 2     | Jeff Demps        | USA  | 10,20    |
| 3     | Richard Thompson  | TTO  | 10,27    |
| 4     | Oshane Bailey     | JAM  | 10,27    |
| 5     | Chavaughn Walsh   | ATG  | 10,32    |
| 6     | Jerod Elcock      | TTO  | 10,34    |
| 7     | Benjamin Williams | CAN  | 10,37    |
| 7     | Demek Kemp        | USA  | 10,45    |

Wind: +3,0 m/s

#### 100 m (Finale 2)
| Platz | Athlet          | Land | Zeit (s) |
| ----- | --------------- | ---- | -------- |
| 1     | Trayvon Bromell | USA  | 09,77 PB |
| 2     | Marvin Bracy    | USA  | 09,85    |
| 3     | Chris Royster   | USA  | 10,08    |
| 4     | Andre Ewers     | JAM  | 10,12    |

Wind: +1,5 m/s

#### 200 m
| Platz | Athlet              | Land | Zeit (s) |
| ----- | ------------------- | ---- | -------- |
| 1     | Daveon Collins      | USA  | 20,73    |
| 2     | Kyle Greaux         | TTO  | 20,84    |
| 3     | Teray Smith         | BAH  | 20,91    |
| 4     | Ezequiel Suárez     | PUR  | 20,51    |
| 5     | Delano Williams     | TCA  | 21,12    |
| 6     | Danelson Mahautiere | DMA  | 21,35    |
| 7     | Suresh Black        | BER  | 21,58    |
| 8     | Jordan Landburg     | USA  | 22,38    |

Wind: +2,6 m/s

#### 400 m
| Platz | Athlet           | Land | Zeit (s) |
| ----- | ---------------- | ---- | -------- |
| 1     | Deon Lendore     | TTO  | 45,48    |
| 2     | LaShawn Merritt  | USA  | 46,22    |
| 3     | Alonzo Russell   | BAH  | 46,44    |
| 4     | Rusheen McDonald | JAM  | 47,27    |
| 5     | Arinze Chance    | GUY  | 47,47    |
| 6     | Jamal Walton     | CAY  | 48,82    |
|       | Nathon Allen     | JAM  | DSQ      |

#### 800 m
| Platz | Athlet         | Land | Zeit (min) |
| ----- | -------------- | ---- | ---------- |
| 1     | Marco Arop     | CAN  | 1:44,93    |
| 2     | Alex Amankwah  | GHA  | 1:47,11    |
| 3     | Ryan Sánchez   | PUR  | 1:47,22    |
| 4     | Edose Ibadin   | NGR  | 1:47,29    |
| 5     | Rajay Hamilton | JAM  | 1:47,31    |
| 6     | Jonathan Moore | USA  | 1:48,18    |
| 7     | Tayron Reyes   | DOM  | 1:52,02    |
| 8     | Josue Murcia   | PUR  | 1:52,02    |
|       | Kinard Rolle   | BAH  | DNF        |

#### 110 m Hürden
| Platz | Athlet            | Land | Zeit (s) |
| ----- | ----------------- | ---- | -------- |
| 1     | Michael Dickson   | USA  | 13,16    |
| 2     | Ronald Levy       | JAM  | 13,23    |
| 3     | Wellington Zaza   | LBR  | 13,44    |
| 4     | Mikel Thomas      | TTO  | 13,55    |
| 5     | Greggmar Swift    | BAR  | 13,79    |
| 6     | Israel Nelson     | ISR  | 13,85    |
| 7     | Jonathan Santiago | PUR  | 13,70    |
|       | Rasheed Broadbell | JAM  | DNS      |

Wind: +2,6 m/s

#### 400 m Hürden
| Platz | Athlet           | Land | Zeit (s) |
| ----- | ---------------- | ---- | -------- |
| 1     | Gerald Drummond  | CRC  | 49,47    |
| 2     | Shawn Rowe       | JAM  | 49,53    |
| 3     | Eric Cray        | PHI  | 49,68    |
| 4     | Jaheel Hyde      | JAM  | 49,86    |
| 5     | Olivier McDaniel | HAI  | 50,48    |
| 6     | Pablo Ibáñez     | ESA  | 53,92    |

#### Weitsprung
| Platz | Athletin              | Land | Weite (m) |
| ----- | --------------------- | ---- | --------- |
| 1     | Damarcus Simspon      | USA  | 8,06 w    |
| 2     | Emanuel Archibald     | GUY  | 7,95 w    |
| 3     | Ifeanyichukwu Otuonye | TKS  | 7,69 w    |
| 4     | Reginald Steele       | USA  | 7,55 w    |
| 5     | Michael Williams      | PUR  | 7,39 w    |
| 6     | Alejandro Cox         | IVB  | 7,33 w    |
| 7     | Kendrick Thompson     | BAH  | 7,14 w    |
| 8     | Shawn Diaz            | PUR  | 6,77 w    |
| 9     | Quincy Breell         | ARU  | 6,76 w    |

#### Diskuswurf
| Platz | Athletin       | Land | Weite (m) |
| ----- | -------------- | ---- | --------- |
| 1     | Alex Rose      | SAM  | 67,12     |
| 2     | Fedrick Dacres | JAM  | 66,01     |
| 3     | Kai Chang      | JAM  | 63,33     |
| 4     | Josh Syrotchen | USA  | 62,32     |
| 5     | Colin Quirke   | IRL  | 59,61     |

### Frauen

#### 100 m (Finale 1)
| Platz | Athlet             | Land | Zeit (s) |
| ----- | ------------------ | ---- | -------- |
| 1     | Khamica Bingham    | CAN  | 11,16    |
| 2     | Shockoria Wallace  | JAM  | 11,18    |
| 3     | Barbara Pierre     | USA  | 11,23    |
| 4     | Jonielle Smith     | JAM  | 11,28    |
| 5     | Khalifa St. Fort   | TTO  | 11,33    |
| 6     | Srabani Nanda      | IND  | 11,36    |
| 7     | Kai Selvon         | TTO  | 11,43    |
|       | Kelly-Ann Baptiste | TTO  | DSQ      |

Wind: +1,7 m/s

#### 100 m (Finale 2)
| Platz | Athlet                  | Land | Zeit (s)    |
| ----- | ----------------------- | ---- | ----------- |
| 1     | Elaine Thompson-Herah   | JAM  | 10,87       |
| 2     | Tianna Bartoletta       | USA  | 10,96       |
| 3     | Briana Williams         | JAM  | 10,97 NU20R |
| 4     | Michelle-Lee Ahye       | TTO  | 11,04       |
| 5     | Veronica Campbell-Brown | JAM  | 11,20       |
| 6     | Caitland Smith          | USA  | 11,27       |
| 7     | Kayla White             | USA  | 11,34       |
|       | Tynia Gaither           | BAH  | DNS         |

Wind: +1,2 m/s

#### 200 m
| Platz | Athlet                | Land | Zeit (s) |
| ----- | --------------------- | ---- | -------- |
| 1     | Elaine Thompson-Herah | JAM  | 22,54    |
| 2     | Kyra Jefferson        | USA  | 22,77    |
| 3     | Tynia Gaither         | BAH  | 23,10    |
| 4     | Jodie Williams        | GBR  | 23,10    |
| 5     | Natalliah Whyte       | JAM  | 23,22    |

Wind: +1,2 m/s

#### 400 m (Lauf 1)
| Platz | Athlet             | Land | Zeit (s) |
| ----- | ------------------ | ---- | -------- |
| 1     | Cara Nnenya Hailey | USA  | 52,90    |
| 2     | Gianna Woodruff    | PAN  | 53,83    |
| 3     | Ashley Kelly       | IVB  | 54,87    |
| 4     | Asha Ruth          | USA  | 54,94    |
| 5     | Janeil Bellille    | TTO  | 60,07    |

#### 400 m (Lauf 2)
| Platz | Athlet            | Land | Zeit (s) |
| ----- | ----------------- | ---- | -------- |
| 1     | Wadeline Jonathas | USA  | 51,91    |
| 2     | Tiffany James     | JAM  | 52,74    |
| 3     | Sada Williams     | BAR  | 53,82    |
| 4     | Aiyanna Stiverne  | CAN  | 55,08    |
|       | Chrisann Gordon   | JAM  | DNF      |

#### 800 m
| Platz | Athlet                     | Land | Zeit (min) |
| ----- | -------------------------- | ---- | ---------- |
| 1     | Ajeé Wilson                | USA  | 2:01,50    |
| 2     | Jazmine Fray               | JAM  | 2:02,60    |
| 3     | Síofra Cléirigh Büttner    | IRL  | 2:02,71    |
| 4     | Charlene Lipsey            | USA  | 2:03,97    |
| 5     | Michelle Howell            | USA  | 2:04,34    |
| 6     | Sade Sealy                 | BAR  | 2:05,12    |
| 7     | Priscila Morales           | PUR  | 2:05,49    |
| 8     | Andrea Foster              | GUY  | 2:16,69    |
|       | Ashley Kelly (Pacemakerin) | IVB  | DNF        |

#### 100 m Hürden
| Platz | Athlet          | Land | Zeit (s) |
| ----- | --------------- | ---- | -------- |
| 1     | Tobi Amusan     | NGR  | 12,44    |
| 2     | Andrea Vargas   | CRC  | 12,76    |
| 3     | Pedrya Seymour  | BAH  | 12,81    |
| 4     | Amber Hughes    | USA  | 13,07    |
| 5     | Paola Vázquez   | PUR  | 13,11    |
| 6     | Cassandra Lloyd | USA  | 13,19    |
| 7     | Fabiana Moraes  | BRA  | 13,82    |

Wind: +2,2 m/s

#### 400 m Hürden
| Platz | Athlet             | Land | Zeit (s) |
| ----- | ------------------ | ---- | -------- |
| 1     | Dalilah Muhammad   | USA  | 54,50    |
| 2     | Ronda Whyte        | JAM  | 55,65    |
| 3     | Yanique Haye-Smith | TKS  | 56,12    |
| 4     | Grace Claxton      | PUR  | 57,42    |
| 5     | Kiah Seymour       | USA  | 57,47    |
| 6     | Rushell Clayton    | JAM  | DNF      |

#### Weitsprung
| Platz | Athlet            | Land | Weite (m) |
| ----- | ----------------- | ---- | --------- |
| 1     | Christabel Nettey | CAN  | 6,78 w    |
| 2     | Tianna Bartoletta | USA  | 6,75 w    |
| 3     | Lorraine Ugen     | GBR  | 6,74 w    |
| 4     | Chanice Porter    | JAM  | 6,64 w    |
| 5     | Tiffany Flynn     | USA  | 6,63 w    |
| 6     | Sabina Allen      | JAM  | 6,51 w    |
| 7     | Mariah Toussaint  | DMA  | 6,04 w    |

#### Dreisprung
| Platz | Athletin          | Land | Weite (m) |
| ----- | ----------------- | ---- | --------- |
| 1     | Ana José Tima     | DOM  | 14,28 w   |
| 2     | Imani Oliver      | USA  | 14,07 w   |
| 3     | Tamara Myers      | BAH  | 13,98     |
| 4     | Sabina Allen      | JAM  | 13,87 w   |
| 5     | Lynnika Pitts     | USA  | 13,80 w   |
| 6     | Nadia Eke         | GHA  | 13,00 w   |
| 7     | Danylle Kurywchak | USA  | 12,67 w   |